# شریف‌آباد (سقز)
شریف‌آباد(به کردی: شەریفاوا، Şerîfawa) روستایی از توابع بخش زیویه در شهرستان سقز است که در استان کردستان ایران قرار دارد.

## جمعیت
این روستا در دهستان تیلکوه واقع شده و براساس سرشماری سال ۱۳۸۵، جمعیت آن ۸۵ نفر (۱۴ خانوار) بوده‌است.